# Sainte-Marie (Cantal)
Pour les articles homonymes, voir Sainte-Marie.
Sainte-Marie est une commune française, située dans le département du Cantal en région Auvergne-Rhône-Alpes.

## Géographie
Commune du Massif central sur la Truyère et le Lebot, Sainte-Marie est un petit village perché au-dessus des gorges de la Truyère et le lac de Sarrans avec vue sur le pont de Tréboul.
On y trouve une source minérale ferrugineuse de la Fon del Sal ou fontaine du sel (sur la D 56 entre Sainte-Marie et le pont de Tréboul, en bordure de route). Cette source a été exploitée jusqu’au XIXe siècle avec des propriétés médicales pour l'appareil digestif reconnues. Le nom Fon del Sol (Fontaine du Soleil) a été créé pour nommer la colonie de vacances protestante dans les deux maisons face à la source. Cette colonie était gérée par l'association protestante dite des « 3 semaines » située à  Montjavoult dans l'Oise. Elle fut la première structure en France à envoyer des enfants en vacances en 1883, d'où le nom des « 3 semaines ».
En face, on trouve deux bâtiments de l'ancien hôtel de cures, devenus un centre de vacances de l'association des trois semaines au début XXe.

### Climat
Pour des articles plus généraux, voir Climat d'Auvergne-Rhône-Alpes et Climat du Cantal.
En 2010, le climat de la commune est de type climat des marges montargnardes, selon une étude du CNRS s'appuyant sur une série de données couvrant la période 1971-2000. En 2020, Météo-France publie une typologie des climats de la France métropolitaine dans laquelle la commune est exposée à un climat de montagne ou de marges de montagne et est dans une zone de transition entre les régions climatiques « Ouest et nord-ouest du Massif Central » et « Sud-est du Massif Central ». 
Pour la période 1971-2000, la température annuelle moyenne est de 9,1 °C, avec une amplitude thermique annuelle de 15,5 °C. Le cumul annuel moyen de précipitations est de 1 322 mm, avec 12,2 jours de précipitations en janvier et 7,5 jours en juillet. Pour la période 1991-2020, la température moyenne annuelle observée sur la station météorologique de Météo-France la plus proche, sur la commune de Deux-Verges à 13 km à vol d'oiseau, est de 7,9 °C et le cumul annuel moyen de précipitations est de 1 029,0 mm,. Pour l'avenir, les paramètres climatiques de la commune estimés pour 2050 selon différents scénarios d'émission de gaz à effet de serre sont consultables sur un site dédié publié par Météo-France en novembre 2022.

## Urbanisme

### Typologie
Au 1er janvier 2024, Sainte-Marie est catégorisée commune rurale à habitat très dispersé, selon la nouvelle grille communale de densité à 7 niveaux définie par l'Insee en 2022.
Elle est située hors unité urbaine. Par ailleurs la commune fait partie de l'aire d'attraction de Saint-Flour, dont elle est une commune de la couronne,. Cette aire, qui regroupe 36 communes, est catégorisée dans les aires de moins de 50 000 habitants,.
La commune, bordée par un plan d’eau intérieur d’une superficie supérieure à 1 000 hectares, le lac du Barrage de Sarrans, est également une commune littorale au sens de la loi du 3 janvier 1986, dite loi littoral. Des dispositions spécifiques d’urbanisme s’y appliquent dès lors afin de préserver les espaces naturels, les sites, les paysages et l’équilibre écologique du littoral, tel le principe d'inconstructibilité, en dehors des espaces urbanisés, sur la bande littorale des 100 mètres, ou plus si le plan local d’urbanisme le prévoit.

### Occupation des sols
L'occupation des sols de la commune, telle qu'elle ressort de la base de données européenne d’occupation biophysique des sols Corine Land Cover (CLC), est marquée par l'importance des territoires agricoles (57,9 % en 2018), en diminution par rapport à 1990 (61,4 %). La répartition détaillée en 2018 est la suivante : 
prairies (56,4 %), forêts (33,6 %), milieux à végétation arbustive et/ou herbacée (4,5 %), eaux continentales (4,1 %), zones agricoles hétérogènes (1,5 %). L'évolution de l’occupation des sols de la commune et de ses infrastructures peut être observée sur les différentes représentations cartographiques du territoire : la carte de Cassini (XVIIIe siècle), la carte d'état-major (1820-1866) et les cartes ou photos aériennes de l'IGN pour la période actuelle (1950 à aujourd'hui).

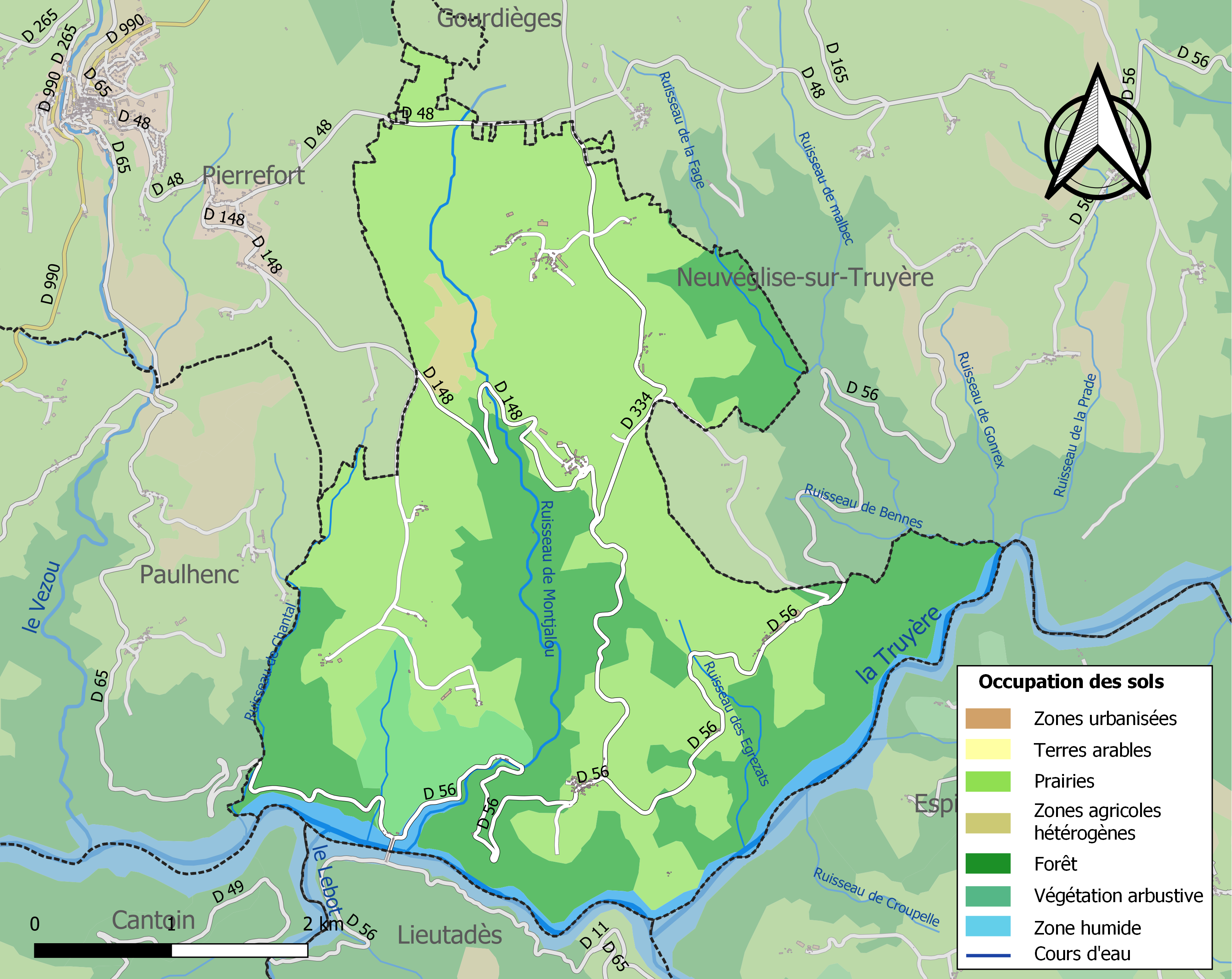
Carte des infrastructures et de l'occupation des sols de la commune en 2018 (CLC).

### Habitat et logement
En 2018, le nombre total de logements dans la commune était de 114, alors qu'il était de 110 en 2013 et de 110 en 2008.
Parmi ces logements, 43,9 % étaient des résidences principales, 38,6 % des résidences secondaires et 17,5 % des logements vacants. Ces logements étaient pour 96,5 % d'entre eux des maisons individuelles et pour 3,5 % des appartements.
Le tableau ci-dessous présente la typologie des logements à Sainte-Marie en 2018 en comparaison avec celle du Cantal et de la France entière. Une caractéristique marquante du parc de logements est ainsi une proportion de résidences secondaires et logements occasionnels (38,6 %) supérieure à celle du département (20,4 %) et à celle de la France entière (9,7 %). Concernant le statut d'occupation de ces logements, 82 % des habitants de la commune sont propriétaires de leur logement (83,7 % en 2013), contre 70,4 % pour le Cantal et 57,5 pour la France entière.
| Typologie                                               | Sainte-Marie | Cantal | France entière |
| ------------------------------------------------------- | ------------ | ------ | -------------- |
| Résidences principales (en %)                           | 43,9         | 67,7   | 82,1           |
| Résidences secondaires et logements occasionnels (en %) | 38,6         | 20,4   | 9,7            |
| Logements vacants (en %)                                | 17,5         | 11,9   | 8,2            |

## Politique et administration
| Période                                  | Période   | Identité           | Étiquette | Qualité     |
| ---------------------------------------- | --------- | ------------------ | --------- | ----------- |
| Les données manquantes sont à compléter. |           |                    |           |             |
| mars 1971                                | mars 2001 | Louis Costerousse  |           |             |
| mars 2001                                | En cours  | Pierre-Jean Séguis | LR        | Agriculteur |

## Population et société

### Démographie
L'évolution du nombre d'habitants est connue à travers les recensements de la population effectués dans la commune depuis 1793. Pour les communes de moins de 10 000 habitants, une enquête de recensement portant sur toute la population est réalisée tous les cinq ans, les populations de référence des années intermédiaires étant quant à elles estimées par interpolation ou extrapolation. Pour la commune, le premier recensement exhaustif entrant dans le cadre du nouveau dispositif a été réalisé en 2008.

En 2022, la commune comptait 103 habitants, en évolution de −6,36 % par rapport à 2016 (Cantal : −1,08 %, France hors Mayotte : +2,11 %).
| 1793 | 1800 | 1806 | 1821 | 1831 | 1836 | 1841 | 1846 | 1851 |
| ---- | ---- | ---- | ---- | ---- | ---- | ---- | ---- | ---- |
| 647  | 666  | 669  | 662  | 679  | 673  | 642  | 614  | 569  |

| 1856 | 1861 | 1866 | 1872 | 1876 | 1881 | 1886 | 1891 | 1896 |
| ---- | ---- | ---- | ---- | ---- | ---- | ---- | ---- | ---- |
| 496  | 503  | 501  | 480  | 506  | 440  | 481  | 448  | 427  |

| 1901 | 1906 | 1911 | 1921 | 1926 | 1931 | 1936 | 1946 | 1954 |
| ---- | ---- | ---- | ---- | ---- | ---- | ---- | ---- | ---- |
| 424  | 381  | 355  | 340  | 377  | 320  | 332  | 299  | 229  |

| 1962 | 1968 | 1975 | 1982 | 1990 | 1999 | 2006 | 2008 | 2013 |
| ---- | ---- | ---- | ---- | ---- | ---- | ---- | ---- | ---- |
| 214  | 185  | 152  | 133  | 125  | 107  | 111  | 112  | 108  |

| 2018 | 2022 | - | - | - | - | - | - | - |
| ---- | ---- | - | - | - | - | - | - | - |
| 107  | 103  | - | - | - | - | - | - | - |

### Manifestations et festivités
Feu de la Saint-Jean – Repas de l’amitié en juillet – Fête patronale les 14 et 15 août
Associations : Comité des fêtes – Club des aînés – Association de chasse

## Économie
Menuisier-ébéniste – Électricien – Tailleur de pierre – Entreprise de terrassement – Coiffeuse à domicile

## Culture locale et patrimoine

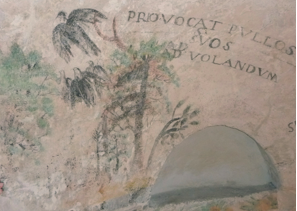
Fragment de peinture murale XVIIe siècle, coupole, église Sainte-Agathe.

### Lieux et monuments
- Église et ses vitraux peints par Jean Cocteau

L’église dédiée à sainte Agathe, s’intègre parfaitement dans le bourg qui a conservé son authenticité. 
Elle est constituée d’un chœur roman et s’est agrandie aux périodes gothiques et renaissance dans une harmonieuse continuité avec un porche sud et un clocher-peigne occidental. À l’extérieur, une frise de modillons soutient la corniche. L’intérieur est orné d’un mobilier de qualité qui comprend notamment trois retables des XVIIe et XVIIIe siècles, ainsi que de beaux vitraux contemporains dessinés par Jean Cocteau, don de la famille Bongrand.
Sites de visite : bourg de Sainte-Marie – Église – Village typique de Falitoux – Pont-de-Tréboul – Point de vue du Fer à cheval – Fontaine de la fon del sol – Gorges de la Truyère.
On peut aussi voir lors des vidanges du lac du barrage de Sarrans l'ancien pont de Tréboul inscrit comme monument historique.

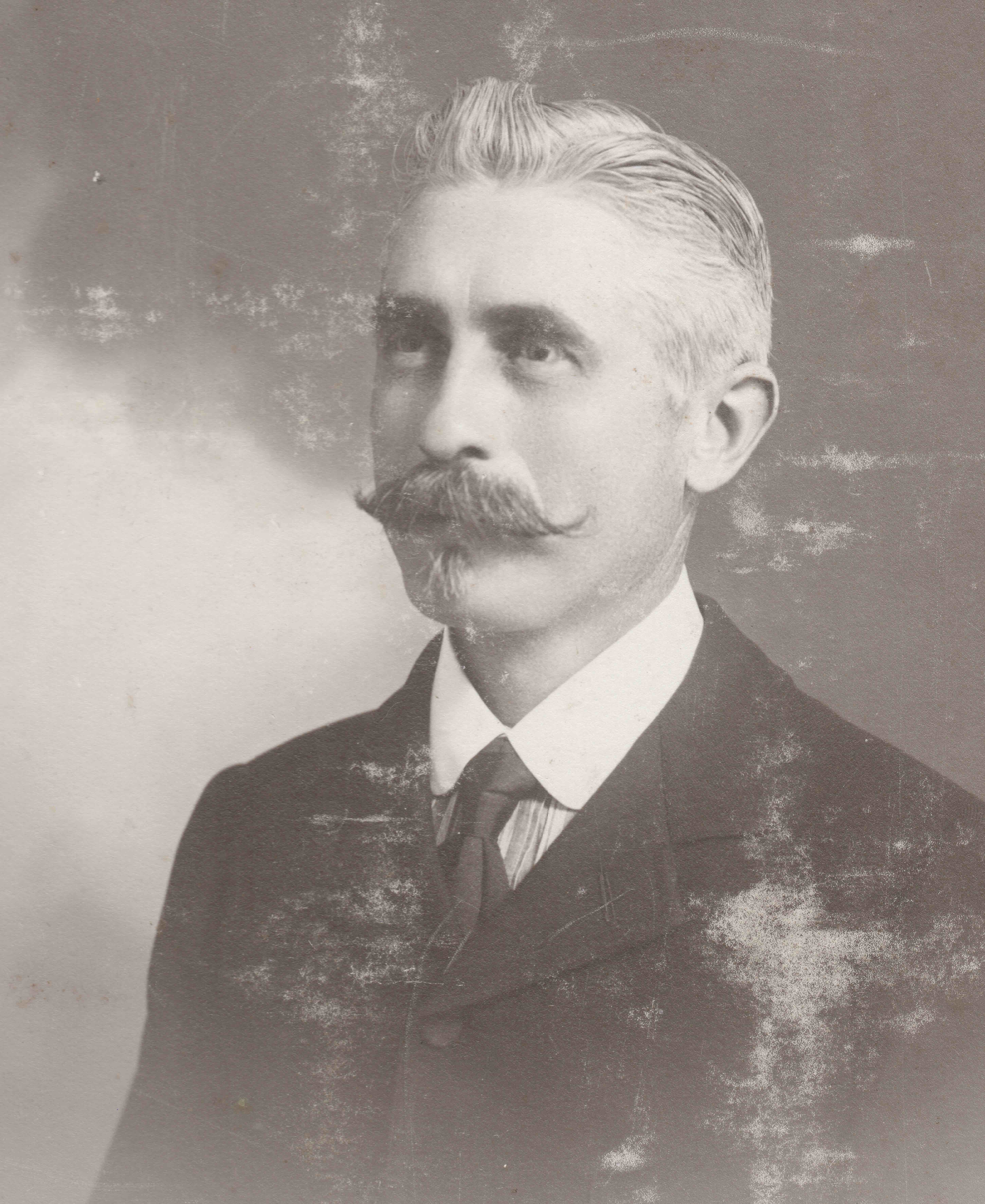
Henri Gautreau en 1902.

### Personnalités liées à la commune
- Henri Gautreau (1859-1947), inventeur-fabricant à Paris 20e et Bagnolet, épousa en 1886 Marie Raynal native du bourg de Sainte-Marie. Exilé de Paris pour cause de guerre puis de maladie, il passa les sept dernières années de sa vie (1940-1947) à Sainte-Marie.